# Michał Trębacz
Michał Trębacz – polski historyk, od 2025 dyrektor Żydowskiego Instytutu Historycznego, w latach 2024–2025 p.o. dyrektora tej instytucji.

## Życiorys
Jest absolwentem historii na Uniwersytecie Łódzkim. W 2014 roku uzyskał stopień naukowy doktora historii na Wydziale Filozoficzno-Historycznym Uniwersytetu Łódzkiego. Pracę doktorską poświęcił postaci Izraela Lichtensteina, jednego z liderów Bundu.
Od 2009 roku był pracownikiem Oddziałowego Biura Edukacji Publicznej IPN. Od 2017 roku kierował Działem Naukowym w Muzeum Historii Żydów Polskich POLIN. Sprawował nadzór merytoryczny nad programem Global Education Outreach Program, którego celem była budowa infrastruktury naukowej dla rozwoju studiów żydowskich w Polsce i na świecie. 
20 marca 2024 roku objął funkcję pełniącego obowiązki dyrektora Żydowskiego Instytutu Historycznego im. Emanuela Ringelbluma. 20 marca 2025 został dyrektorem tej instytucji.
Członek European Association for Jewish Studies (EAJS) oraz Association for Slavic, East European and Eurasian Studies (ASEEES).
Redaktor kilku pozycji książkowych oraz autor kilkunastu artykułów naukowych i popularnonaukowych. Publikował między innymi w czasopiśmie „Zagłada Żydów. Studia i Materiały”, „Kwartalniku Historii Żydów” oraz w „Polityce”.

## Wybrana bibliografia autorska
- Izrael Lichtenstein. Biografia żydowskiego socjalisty (Wydawnictwo IPN, 2016; ISBN:978-83-63695-17-0)